# Epitola subcoerulea
Epitola subcoerulea är en fjärilsart som beskrevs av Roche 1954. Epitola subcoerulea ingår i släktet Epitola och familjen juvelvingar. Inga underarter finns listade i Catalogue of Life.